# Супермен 2: Версия Ричарда Доннера
«Супермен 2: Версия Ричарда Доннера», «Супермен 2: Режиссерская версия» (англ. Superman II: The Richard Donner Cut) — перемонтированная версия фильма 1980 года «Супермен 2». Эта версия фильма содержит значительное количество не вошедшего в прокатную версию материала, отснятого оригинальным режиссёром Ричардом Доннером в 1977 году, прежде чем он был уволен из проекта и заменён Ричардом Лестером. Последний не только завершил работу над фильмом, но также заново переснял существенную часть материала Доннера. В 2001 году, во время подготовки релиза DVD «Супермен: Фильм», монтажёр Майкл Тау заинтересовался восстановлением версии Доннера «Супермен 2». В 2006 году кадры Доннера с Марлоном Брандо были обнаружены и использованы в «Возвращении Супермена» Брайана Сингера, что наконец позволило восстановить фильм в версии Доннера.
Версия была смонтирована Тау под руководством Доннера и креативного консультанта Тома Манкевича. В отличие от многих «специальных изданий» и «режиссёрских версий», выпущенных в течение многих лет, «Версия Ричарда Доннера» — в значительной степени другой фильм, служащий альтернативой прокатной версии и в большей степени соответствующий оригинальному сценарию. В фильме, в частности, присутствуют оригинальное начало и окончание, альтернативные дубли и ракурсы камеры, а также удалённые сцены с участием Марлона Брандо, персонаж которого Джор-Эл в прокатной версии был почти полностью заменён Ларой в исполнении Сюзанны Йорк.
Поскольку Доннер не смог завершить работу над «Суперменом 2» в полной мере, в фильм вошли некоторые из сцен, снятых Лестером и обработанных Тау так, чтобы максимально приблизить их к видению Доннера и представить зрителю полную историю. Также в фильм попала кинопроба ключевой сцены с участием Кристофера Рива и Марго Киддер, так как у Доннера не было возможности снять сцену должным образом.
«Супермен 2: Версия Ричарда Доннера» был выпущен на DVD и Blu-ray в 2006 году, одновременно с выпуском «Возвращения Супермена».

## Сюжет
На планете Криптон преступники Генерал Зод (Теренс Стэмп), Урса (Сара Дуглас) и Нон (Джек О'Халлоран) приговорены Джор-Элом (Марлон Брандо) к вечному изгнанию в Призрачной зоне за мятеж и убийство. Тридцать лет спустя Супермен (Кристофер Рив) отправляет ракету в космос чтобы спасти штат Нью-Джерси, неосознанно освобождая их от Призрачной зоны.
В «Daily Planet» в Метрополисе Лоис Лейн (Марго Киддер) подозревает, что Кларк Кент является Суперменом. Она проверяет Кларка, выпрыгивая из окна, но Кларк использует свои силы, чтобы спасти её и делает вид что ничего не сделал. Тем временем с помощью Евы Тешмахер (Валери Перрин) Лекс Лютор (Джин Хэкмен) сбегает из тюрьмы, оставляя Отиса (Нед Битти). Они находят и проникают в Крепость Одиночества, узнавая о грядущей гибели, принесённой генералом Зодом. Лекс решает встретиться с Зодом и начинает выслеживать его. На Луне Зод, Урса и Нон обнаруживают, что они обладают сверхсилами благодаря жёлтому солнцу Земли, и безжалостно убивают группу астронавтов.
Перри Уайт (Джеки Купер) предлагает Кларку и Лоис позировать молодожёнов, чтобы расследовать мошенничество в новобрачных на Ниагарском водопаде. Появление Супермена и спасение маленького мальчика в Водопаде возобновляет подозрения Лоис, и она обманывает Кларка с оружием, загруженным холостыми пулями, в признание того, что он Супермен. Он берёт Лоис Лейн в Крепость Одиночества, где они проводят ночь вместе. Тем временем Зод, Урса и Нон прибывают на Землю и покоряют небольшой городок в Айдахо. Узнав, что военные США принимают приказы президента Соединённых Штатов, криптонцы летят в Вашингтон, округ Колумбия, и вторгаются в Белый дом.
Супермен, не подозревая об освобождении Зода из Призрачной зоны и его последующем неистовстве, решает превратиться в человека и отказаться от своих сил, подвергая себя воздействию красного криптонского солнечного света в хрустальной камере. На обратном пути в Метрополис Лоис и Кларк останавливаются в закусочной, где Кларка избивает неприятный дальнобойщик по имени Рокки и узнает о завоевании мира Зодом. Понимая, что человечество беспомощно, Кларк возвращается в Крепость, чтобы полностью изменить трансформацию. Предвидя это решение, голограмма Джор-Эла показывает, что он запрограммирован на решение этой ситуации, жертвуя оставшейся криптонианской энергией, которая ему необходима для работы. Чтобы восстановить сверхспособности Кларка, его нужно соединить с ним, исполнив криптонское пророчество о «отце, ставшем сыном» и сделав Крепость Одиночества неработоспособной.
Лекс прибывает в Белый дом. В обмен на Австралию он сообщает Зоду, что Супермен — сын Джор-Эла, которому Зод хочет отомстить за своё заточение в космической тюрьме, и что он может его найти. Для этого Зод, Урса и Нон врываются в «Дейли Плэнет», где вскоре появляется Супермен. В городе начинается битва между Суперменом и тремя злодеями с такой же суперсилой. Вскоре Зод решает взять в заложницы Лоис Лейн и полететь на север к тайному убежищу Супермена. После прибытия в ледяное убежище там появляется Супермен, и, чтобы спасти Лоис, он решает обмануть злодеев, сделав вид, что он отказался от своих сил. Но вместо него силы были отняты у Зода, Урсы и Нона, и благодаря этому Супермен их побеждает. Разрушив Крепость Одиночества своим тепловым зрением, Супермен возвращает Лоис в свою квартиру, где она печально прощается с ним, понимая, что она никогда не сможет быть с ним. Чтобы отменить все, Супермен вращает Землю назад на несколько дней, восстанавливая разрушения и возвращая Зода, Урсу и Нона обратно в Призрачную Зону. Кларк возвращается на работу на следующий день, когда Лоис и Перри Уайт испытывают небольшой случай дежавю. Кларк снова посещает закусочную с неприятным дальнобойщиком, чтобы преподать ему урок смирения.

## История
В 1977 году режиссёр Ричард Доннер приступил к съёмкам эпической двухсерийной экранизации серии комиксов о Супермене. Основная съёмка сцен на Криптоне началась 28 марта 1977 года в студии Pinewood, но к маю производство на две недели выбилось из графика. Сообщалось, что у Доннера возникли напряженные отношения с Салкиндами и Пьером Спенглером на почве увеличения бюджета фильма и сроков его производства. Доннер возражал, что ему вообще не раскрывали бюджет. По крайней мере, в интервью журналу Starlog в марте 1979 года Доннер заявил: «Я хорошо ладил со Салкиндами, но не ладил с Пьером Спенглером. Я прямо сказал ему, что фильм слишком велик для него, но он не желает брать на себя ответственность. То есть дело было не в самом фильме, а в его производстве — точнее, в знании, как его снимать». В июле 1977 года Ричард Лестер, который работал с Салкиндами в «Трех мушкетёрах» (1973) и «Четырех мушкетёрах» (1974), был привлечен в качестве временного сопродюсера для посредничества в отношениях между Доннером и Салкиндами, которые больше не желали общаться друг с другом. Во время производства Лестер был зачислен в качестве второго режиссёра, и ему удалось наладить эффективное взаимодействие с Доннером. К октябрю 1977 года Джин Хэкман, Нед Битти и Валери Перрин отснялись в своих сценах, поскольку их контракты предписывали завершение обеих картин. Тем не менее за несколько месяцев до окончания съёмок Салкинды приостановили съёмку «Супермена 2» и сосредоточились на завершении первой части «Супермена» к которому Доннер уже снял 75 % сиквела.
После выпуска Супермена в декабре 1978 года было широко распространено мнение, что Доннер будет отозван для завершения оставшейся части сиквела. Спенглер встретил обозревателя Variety Арми Арчерда на рождественской вечеринке и заверил его, что, несмотря на напряжённость, он гордится фильмом и с нетерпением ожидает совместной работы с Доннером над продолжением. Тогда Арчерд связался с Доннером, на что тот ответил: «Если он участвует, то я нет». Так или иначе, ряд событий в конце концов привели к замене Доннера в качестве режиссёра фильма. Что более важно, продюсеры Александр и Илья Салкинд объявили, что законченные сцены Марлона Брандо для Супермена 2 будут исключены из фильма, чтобы не выплачивать актёру за обещанные 11,75 % доходов от кассовых сборов США, которые он теперь требовал за своё участие в продолжении. Доннер публично раскритиковал это решение, объявив, что он будет снимать фильм либо на своих условиях, либо вообще никак. В январе 1979 года Доннер рассказал Variety: «Это значит, что игры кончились… Они должны заставить меня захотеть это делать. Это должно происходить на моих условиях, и я не имею в виду финансы. Я имею в виду управление». Поскольку Доннер был занят европейской промо-кампанией Супермена, Салкинды вышли на Гая Хэмилтона, чтобы тот принял режиссёрские полномочия на съёмках Супермена 2, поскольку Лестер к тому времени снимал фильм «Куба» (1979). Хэмилтон был недоступен, но к тому времени, когда Супермен 2 был готов к запуску, Лестер уже закончил «Кубу» и вполне мог снимать.
В конце концов 15 марта 1979 года Салкинды приняли решение заменить Доннера Ричардом Лестером. Доннер вспоминал: «Однажды я получил от них телеграмму, в которой говорилось, что в моих услугах больше не нуждаются и что командование принимает мой дорогой друг Ричард Лестер. До сего дня я не получал от них никаких известий». Илья Салкинд возразил: "Дик Доннер сказал: «Я буду делать второй фильм на моих условиях и без [Пьера] Спенглера… Спенглер был моим другом с детства, а мы с отцом очень верны дружбе. Мы сказали нет, и этим всё и закончилось».

## Прокатный «Супермен 2» 1980 года
Когда Лестера назначили режиссёром, он не слишком сочувствовал режиссёрскому почерку Доннера, комментируя: «Я думаю, что Доннер раздувал некий грандиозный миф. Это была что-то вроде попытки дать Дэвида Лина в нескольких эпизодах, и огромный масштаб. Это тот тип эпичности, который совсем не в моей природе, поэтому в моей работе этого нет … Это не я. Это его видение. Я более причудлив и заигрываю с чуть более неожиданными глупостями». Поскольку Джеффри Ансуорт умер до выхода «Супермена», Лестер пригласил оператора Роберта Пейнтера, чтобы воспроизвести в фильме яркую цветовую схему комиксов.
Терри Семел, тогдашний вице-президент Warner Bros., обращался к Тому Манкевичу с предложением вернуться к работе над продолжением, но тот из преданности Доннеру отказался. Он вспоминал: «Я очень его уважаю [имея в виду Ричарда Лестера]. Дружба важнее всего остального. А Дик [Доннер] привёл меня в картину, и я был верен Дику, и я не мог поверить, что они уволили его». Затем Дэвида и Лесли Ньюман вернули, чтобы усилить сценарий, создав новые начало и конец. В новом начале Супермен противостоял ядерным террористам у Эйфелевой башни, а в новом финале Кларк заставлял Лоис забыть его тайную личность при помощи гипнотического поцелуя.
Кроме того, в съёмках не смог участвовать Кристофер Рив, который согласился на главную роль в романтическом фантазийном фильме «Где-то во времени», через пять месяцев после окончания производства которого его контракт на съёмку двух подряд фильмов о Супермене истекал. Рив утверждал, что через двенадцать часов после того, как было объявлено о его участии, он получил письмо от продюсеров о съёмках «Супермена 2» 16 июля — всего через пять дней после завершения съёмок «Где-то во времени». В марте 1979 года Салкинды подали иск против Рива, утверждая, что он нарушил свой контракт, не явившись на съёмки сиквела. Более того, после ухода Доннера у Рива сделал ряд замечаний по поводу сценария Лестера и Ньюманов. При перезаключении контракта Рив согласился с финансовыми условиями, но потребовал большей актёрской свободы.
Оставшиеся эпизоды, — сцены с суперзлодеями на Среднем Западе США и битвы в Метрополисе, — были целиком сняты Лестером. Джин Хэкмен из солидарности с Доннером отказался вернуться для пересъёмок — пришлось приглашать дублёра и актёра озвучивания для нескольких сцен. Съёмки «Супермена 2» возобновились в сентябре 1979 года. Во время работы Лестер придерживался своей режиссёрской техники съёмки с трёх камер, что нервировало актёров, поскольку они не знали, откуда их снимают для крупных планов. Съёмки завершились 10 марта 1980 года. Композитор Джон Уильямс для написания музыки к фильму прилетел в Англию, где ему вместе с Ильей Салкиндом и Ричардом Лестером устроили показ. Когда Салкинд покинул проекционную комнату, Уильямс и Лестер устроили спор, а когда Салкинд вернулся, Уильямс сказал ему, что «не сможет сработаться с этим человеком». Тогда композитором сиквела был выбран Кен Торн. Перед выпуском фильма Warner Bros. обратились в Гильдию режиссёров Америки с апелляцией о присвоении надлежащего статуса сорежиссёра, в которой утверждали, что Лестера нельзя будет указать режиссёром, если он снял менее 40 процентов фильма. Хотя поначалу Лестер думал, что не будет указан в титрах, пока не связался с Доннером, чтобы узнать, желает ли тот быть указанным в качестве сорежиссёра, на что Доннер ответил: «I don’t share credit» (каламбур, имеющий значения «Я не делюсь добрым именем» и «В титрах должен быть я один»).
Фильм был выпущен в Европе и Австралии 4 декабря 1980 года и 19 июня 1981 года в Соединенных Штатах. Режиссёрская версия «Супермена 2» объединила кадры Доннера, снятые в 1977 году, с кадрами Лестера, снятыми в 1979 году. Примерно 30 % «Супермена 2» Лестера — это кадры Ричарда Доннера. Во множестве сцен прокатный «Супермен 2» сплетён из кадров, снятых с разницей в годы. Во многом это переплетение было вызвано отказом исполнителя роли Лекса Лютора актёра Джина Хэкмана вернуться на съёмки следующих сцен с Лестером. Таким образом, все кадры Хэкмена в фильме принадлежат Доннеру, хотя в некоторых сценах на общих планах, переснятых Лестером, использовался дублер. В некоторых случаях Лестер перемонтировал сцены, снятые Доннером, вставляя заново снятые кадры в существующий материал. Это наиболее очевидно во время сцены, в которой суперзлодеи врываются в Daily Planet. Сцена была полностью снята Доннером в 1977 году. Офисный комплекс Перри Уайта был частично перестроен под руководством Лестера в 1979 году, актёров были расставлены в те же позиции, в тех же костюмах и т. д., и новый материал был снят и вставлен в фильм, несмотря на то, что актёры физически выглядели иначе.

### Кадры Доннера в «Супермене 2»
Ниже приводится список всех основных кадров Доннера, которые были сохранены для «Супермена 2»:
- Различные кадры криптонских злодеев на суде (Брандо был убран).
- Сцены из «Супермена: Фильм» во время вступительных титров (за исключением кадров дублера рук, заменяющего Брандо).
- Лекс Лютор и Отис стирают в тюрьме.
- Три суперзлодея приземляются на Луну и убивают астронавтов (за исключением кадров Джона Мортона[англ.] в лунном посадочном модуле, снятой Лестером).
- Лютор сбегает из тюрьмы.
- Лютор и Тешмахер на воздушном шаре.
- Лютор и Тешмахер в Крепости Одиночества (криптонские записи, снятые Лестером).
- Три суперзлодея нападают на Белый дом и заставляют президента «преклонить колени перед Зодом» (за исключением кадров падающего американского флага, снятых Лестером).
- Бессильного Кларка избивает Рокки, водитель грузовика в придорожной закусочной (Доннер появляется в этой последовательности в качестве статиста).
- Лекс Лютор посещает суперзлодеев в Белом доме (за исключением первых двух кадров последовательности, снятых Лестером без Хэкмена).
- Злодеи врываются в Daily Planet и преследуют Супермена (некоторые крупные планы — это кадры Лестера).
- Злодеи возвращаются в Planet и решают отправиться в полярную крепость Супермена (некоторые крупные планы — это кадры Лестера).
- Вторая часть финала в Крепости Одиночества, начинающаяся с запоздалого прибытия Лютора (некоторые крупные планы — это кадры Лестера).
- Супермен возвращает Лоис домой.
- Кларк возвращается в закусочную и мстит Рокки.

### Критика
Критики «Супермена 2» Лестера, включая Доннера, заявили, что склонность Лестера к комедии подорвала целостность фильма, особенно в сравнении с «Суперменом» Доннера. Примеры этого клейма комедии очевидны во время сцен, где Супермен сражается с суперзлодеями в Метрополисе. Злодеи нападают на жителей Метрополиса, используя сверхдыхание. Далее следуют несколько гэгов — ветер, сдувающий мужской парик, мороженое, сдуваемое с конуса в чьё-то лицо, человек, которого сдувает в телефонной будке, но он не прекращает разговаривать, человек с раскрывающимся, будто бы танцующим зонтиком (пародия на Поющие под дождём) и человек на роликовых коньках, неудержимо катящийся назад по тротуару. Напротив, Дэвид Денби, рецензируя фильм для New York, высоко оценил подход к освещению в фильме и похвалил Лестера за фильм, в частности, за игру Хэкмена. Манкевич отозвался на это в своём письме в редакцию: «Просто для протокола, Джин Хэкмен сделал 100 % с Диком Доннером, и всё это было написано мной», но New York так и не опубликовал исправления.
Дискуссии о потерянных кадрах Доннера бушевали в течение многих лет, и с появлением Интернета были инициированы многочисленные письма и другие кампании, чтобы убедить Warner Bros. позволить Ричарду Доннеру создать свою версию «Супермена 2». В 2004 году восстановленный фанатами DVD, известный как «Супермен 2: Восстановленная международная версия» (англ. Superman II: Restored International Cut), был выпущен на многих фан-сайтах «Супермена». В нём были представлены расширенные сцены, взятые из международных телевизионных показов за многие годы. Warner Bros. пригрозили судебным иском по поводу выпуска контрафактной продукции.

## Версия Ричарда Доннера
К тому моменту, как в октябре 1977 года были приостановлены съёмки «Супермена 2» Доннера, режиссёр завершил почти все основные сцены с персонажами в фильме. Все сцены в Daily Planet и большинство сцен в Крепости Одиночества были завершены. Также были завершены все сцены с участием Марлона Брандо, Неда Битти, Джеки Купера, Валери Перрин и Джина Хэкмана. Что оставалось снять, так это прибытие злодеев на Землю и их буйство на американском Среднему Западе, а также натурные съёмки в Вашингтоне, округ Колумбия, когда Зод объявляет о своём захвате Земли с вершины монумента Вашингтону. Большинство сцен битв между Суперменом и суперзлодеями ещё не было снято, равно как и павильонные и натурные сцены Ниагарского водопада, которые планировались во время канадских съемок «Супермена», но были отложены на неопределённый срок. чтобы наверстать время и быстрее вернуться к производству в Англии. Также не были сняты несколько второстепенных сцен, в том числе охваченный любовью Супермен, намеренно выпрямляющий Пизанскую башню (позже адаптированно в «Супермене III»), и сцена, в которой Супермен грозит нескольким английских охотников на лис.
В «Версии Доннера» представлены большинство завершённых, но недоступных для зрителей сцен (некоторые сцены были удалены из соображений динамики повествования и драматизации), которые во многих случаях заменяют сцены, переснятые или изменённые Лестером. К ним относится и оригинальное начало действия фильма, разворачивающееся в офисах Daily Planet. В этом начале мы видим сцену, где Лоис пытается осмыслить сходство между Кларком Кентом и Суперменом, за которой следует Перри Уайт, отправляющий Кларка и Лоис на свадебное путешествие в Ниагарском водопаде, а затем Лоис проверяет Кларка / Супермена, спрыгнув с балкона второго этажа Daily Planet (пересмотренная версия этой сцены появляется в прокатной версии Лестера).
Сцена в гостиничном номере Ниагарского водопада, в которой Лоис принуждает Кларка раскрыть, что он Супермен, стреляя в него из пистолета, заряженного холостыми патронами, собрана из кадров кинопробы Кристофера Рива, снятого с другой актрисой (Холли Пэланс) в роли Лоис. Кадры из кинопробы Марго Киддер к тому же фильму были сняты с уже назначенным на роль Кристофером Ривом. Соответственно, телосложение, одежда, стрижка и очки Рива заметно различаются от кадра к кадру.

### Создание «Версии Доннера»
Фанаты набросились на Warner Brothers... электронные письма, домашнее видео и главу студии, и поэтому Warners в конечном счете... позвонили мне и спросили: «Что ты думаешь?» и я сказал: «Что ж, посмотрим, что мы сможем найти».— Монтажёр/продюсер «Версии Доннера» Майкл Тау рассказал репортеру IESB в июле 2006 года, что фильм появился в основном под давлением фанатов.
Перспектива создания версии «Супермена 2» Ричарда Доннера не начала набирать обороты до восстановления в 2001 году «Супермена: Фильм» для DVD. В это время Майкл Тау обнаружил в хранилищах Англии шесть тонн видеозаписей «Супермена» и шесть тонн видеозаписей «Супермена 2», в том числе многие «потерянные» кадры, снятые Ричардом Доннером. Вскоре после этого к Доннеру обратились представители Warner Bros. с предложением сделать расширенную версию «Супермена 2», но он не захотел возвращаться в фильм. В мае 2001 года он сказал веб-сайту IGN: «В то время студия хотела, чтобы я вернулся и переделал фильм и добавил все, что я хотел добавить, или сделал все, что я хотел сделать. Честно говоря, я был готов. с этим. Я закончил».
Тем не менее, фанаты продолжали кампанию за фильм, например, уроженец Бирмингема Дхармеш Чаухан, запустивший свой веб-сайт supermancinema.co.uk, в котором он подал прошение о выпуске версии Ричарда Доннера. В июне 2004 года Марго Киддер сказала в интервью для Starlog, что «Где-то в хранилище есть совершенно другой „Супермен 2“ со сценами Криса и меня, которые никогда не видели свет. Он намного лучше, чем тот, который был выпущен». Фан-сайт «Планеты обезьян» TheForbidden-Zone.com запустил интернет-кампанию с требованием от Warner Bros. позволить Доннеру выпустить его версию «Супермена 2» в связи с 25-летием фильма. 19 июня 2004 года студия ответила заявлением: «Warner Home Video поддерживает расширенную версию „Супермена 2“ на DVD. Однако есть сложные юридические вопросы, которые необходимо решить, прежде чем фильм можно будет переиздать. Warner Home Video в настоящее время занимается этими вопросами».
Помимо нежелания Доннера повторно посетить проект, эти юридические вопросы были самым большим препятствием на пути к созданию версии Доннера. Необходимые кадры по-прежнему принадлежали Салкиндам, и вопросы использования отснятого материала Брандо в «Супермене 2» остались неразрешенными. В марте 2005 года сообщалось, что запасные кадры с Брандо будут использованы в тогда-предстоящем сиквеле «Возвращение Супермена». Позже, в ноябре 2006 года, продюсер «Версии Доннера» Майкл Тау сказал журналу American Cinematographer: «Поместье Марлона Брандо заключило сделку с Warner Bros. о лицензировании некоторых из его видеоматериалов для фильма „Возвращение Супермена“. Позже это привело к тому, что студия вернулась в его поместье для нашей переработанной версии „Супермена 2“. Если эти кадры нельзя было использовать, то не стоило делать проект».
Работа над проектом началась в конце 2005 года, однако, без Ричарда Доннера. Майкл Тау объяснил нежелание Доннера участвовать в проекте, сказав аудитории: «Дик в то время снимал фильм „16 кварталов“, и я всегда пытался заманить его, знаете ли, „Дик, вот кусочек конфетки, заходи в монтажную.“ и он сказал: „Нет, нет, нет…“» В январе 2006 года Доннер сказал IGN: «Они делают это. Я не делаю этого… Я даже не хочу смотреть это, пока оно не выйдет в кинотеатре… Я слишком далеко от этого сейчас». Месяц спустя, когда его спросили о новой версии «Супермена 2», Доннер сказал веб-сайту Dark Horizons: «Я бы никогда не снимал так сейчас и через миллион лет, я имею в виду, что это был другой способ, другой стиль, другая интерпретация».
На протяжении многих лет Доннер часто высказывал диаметрально противоположные взгляды в отношении возможности повторной сборки своего «Супермена 2» — часто заявляя, что он хотел бы это сделать, а иногда заявлял, что он этого не сделает. В июне 2006 года Майкл Тау подтвердил, что Доннер решил гораздо более активно участвовать в проекте, а также пригласил сценариста Тома Манкевича для помощи в его создании. В интервью журналу Movie Magic он заявил: "Когда я получаю отрывок из сцены, я показываю его Дику, и он говорит: «Мне не нравится эта строчка; это чтение нехорошее», и так далее. С Диком всегда нужно «заставить его двигаться быстрее».
В августе 2006 года Тау подтвердил, что весь фильм, а не просто новый материал, будет переделан из оригинального негатива камеры (включая небольшое количество сцен Лестерома, оставшихся в фильме). «Версия Доннера» включает сцены «Супермена 2» Доннера, отредактированные Стюартом Бейрдом в 1977—1978, театральные сцены «Супермена 2» 1980 года, вырезанные Джоном Виктором Смитом, а также большое количество нового материала, отредактированного Майклом Тау.
В интервью журналу Now Playing Тау отметил:
Множество сцен, которые уже были вырезаны, в которые Ричард Лестер вплел новый материал – и их было много – я раскладывал этот материал и пересчитывал эти сцены, в основном с нуля, много раз. Мне также пришлось иметь дело с уже обрезанными негативами. И когда я хотел его перерезать, а Лестер уже отрезал его по-другому, мне пришлось бы это размотать. Иногда это была сложная головоломка, чтобы собрать ее так, как я представлял, что Дик хотел бы ее вырезать. Мы использовали кадры Лестера только тогда, когда был материал, когда они не могли снимать, и чтобы сохранить некоторую непрерывность в сюжете.
В июне 2006 года в интервью веб-сайту Amazon.com Джордж Фелтенштейн, старший вице-президент отдела Warner Home Video’s Catalog Marketing, заявил:
В течение многих лет мы получали письма, умоляющие нас выпустить версию Доннера из «Супермена 2», и в этом году мы укусили пулю и создали то, что якобы является новым фильмом, хотя кадры – это все кадры, снятые много-много лет назад. Но они находились в лаборатории и так и не были собраны. И для тех из нас, кто был очень опечален и тронут потерей Кристофера Рива – увидеть кадры, которые вы никогда раньше не видели, и совершенно другой взгляд на историю «Супермена 2», действительно захватывает.
Доннер связался с композитором Джоном Уильямсом по поводу создания новой музыки для своей версии фильма, но Уильямс не смог помочь, так как он также отклонил похожую просьбу режиссёра «Возвращения Супермена» Брайана Сингера, потому что он записывал музыку к фильму «Звёздные войны. Эпизод III: Месть ситхов». Доннер решил повторно использовать музыку Уильямса (вместе с невыпущенными и неиспользованными записями) из первого фильма, сохранив при этом небольшую часть партитуры Кена Торна, впоследствии отодвинув Торна в финальные титры за «дополнительную музыку» и новую вступительную последовательность заголовков придаёт Уильямсу должное сочинение.

## Выпуск
В пятницу, 21 июля 2006 года, расширенные эксклюзивные кадры из нового фильма были показаны во время панели на Comic Con International 2006 в Сан-Диего. Часовая панель под названием «Супермен сквозь века Warner Home Video» (англ. Warner Home Video's Superman Through the Ages) включала вопросы и ответы с Доннером, Томом Манкевичем, Майклом Тау и актёрами Марком МакКлюром и Джеком О’Халлораном.

### Мировая премьера
Мировая премьера новой версии состоялась 2 ноября 2006 года в здании Гильдии режиссёров Америки в Голливуде, и на ней присутствовали многие из тех, кто связан с фильмом, в том числе режиссёр Ричард Доннер и продюсер Илья Салкинд. После показа Ричард Доннер, Том Манкевич, Марго Киддер, Сара Дуглас и другие актёры приняли участие в панельной дискуссии. 25 ноября 2006 года в Театре изящных искусств в Лос-Анджелесе, штат Калифорния, состоялся эксклюзивный показ «Супермена 2: Версия Ричарда Доннера». Доходы от продажи билетов пошли в Christopher Reeve Foundation.

### Домашние медиа
28 ноября 2006 года фильм был выпущен на DVD и HD DVD с дополнительным вступлением режиссёра Ричарда Доннера и аудиокомментариями Доннера и креативного консультанта Тома Манкевича. Дополнительно, релиз включал новую короткометражку под названием «Супермен 2: Восстановление видения» (англ. Superman II: Restoring the Vision) и шесть удалённых сцен.

## Приём
Сайт-агрегатор обзоров Rotten Tomatoes дал «Версии Доннера» рейтинг одобрения 90 % на основе 10 обзоров со средней оценкой 7,6 из 10. Для сравнения, театральная версия «Супермена 2» получила рейтинг одобрения 87 % на основе 52 отзывов со средней оценкой 7,58 из 10.
Кеннет Суини, пишущий в журнале American Cinematographer, похвалил выпуск DVD, отметив, что «взгляд Доннера на повествовательные события „Супермена 2“ необычен и увлекателен. Эта версия включает в себя более длинный пролог, удаляет многие манерные эпизоды Лестера и предлагает более последовательный баланс между приключениями и романтикой». Он пришел к выводу, что «[это] его захватывающий, единственный в своем роде DVD действительно радует давних поклонников франшизы о Супермене и является обязательным для всех поклонников жанра супергероев». Тодд Гилкрист из IGN назвал фильм лучшей режиссёрской версией 2006 года и дал ему оценку 9 из 10, проанализировав многие факторы фильма и сказав: «Сам фильм — замечательное художественное достижение». Вик Холтреман, рецензирующий на Screen Rant, похвалил «Версии Доннера» как превосходящую театральную версию, но посетовал на то, что «все ещё есть почти весь глупый юмор, который был в первом фильме о Супермене и оригинальном выпуске „Супермена 2“».
В своей книге «Супермен против Голливуда» англ. Superman vs Hollywood Джейк Россен написал: «Супермен 2: Версия Ричарда Доннера» — это не лучший и не худший фильм, чем его первое воплощение. Напряжённый фарс Лестера почти исключен, а присутствие Брандо, безусловно, усиливает мелодраму, окружающую конфликт Кларка из-за того, чтобы стать «человеком». Но включение неотшлифованных материалов прослушивания вызывает неприятные ощущения; в конечном итоге редактирование — это просто любопытство". Кейт Фиппс из The A.V. Club оценил фильм на C+, заключив: «Приятно видеть кадры Брандо и восстановленные сцены свежей химии Кристофера Рива и Марго Киддер. Но там, где оригинальная версия, по крайней мере, игралась как относительно сплочённый фильм, со свободными концами и всем остальным, это выглядит маленькими, но незавершёнными концами. Это редкость, а не исправление».

## Награды
«Супермен 2: Версия Ричарда Доннера» получил награду на 33-й церемонии вручения наград «Сатурн» в категории «Лучшее специальное DVD или Blu-ray издание».
| Год  | Награда | Категория                                  | Получатель(и) | Результат |
| ---- | ------- | ------------------------------------------ | --- | --------- |
| 2007 | Сатурн  | Лучшее специальное DVD или Blu-ray издание | Супермен 2: Версия Ричарда Доннера | Победа    |
| 2007 | Сатурн  | Лучший DVD-сборник                         | Включает Супермен: Фильм, Супермен 2, Супермен 2: Версия Ричарда Доннера, Супермен 3, Супермен 4: В поисках мира и Возвращение Супермена | Номинация |
| 2006 | Спутник | Лучший общий DVD-сборник                   | Супермен 2: Версия Ричарда Доннера | Победа    |